# 美国联邦第十巡回上诉法院
美国联邦第十巡回上诉法院（引用时缩写为10th Cir.）是美国的13个联邦上诉法院之一。其对以下美国联邦地区法院拥有上诉管辖权：
- 美国科罗拉多联邦地区法院
- 美国堪萨斯联邦地区法院
- 美国新墨西哥联邦地区法院
- 美国俄克拉荷马东区联邦地区法院
- 美国俄克拉荷马北区联邦地区法院
- 美国俄克拉荷马西区联邦地区法院
- 美国犹他联邦地区法院
- 美国怀俄明联邦地区法院

第十巡回上诉法院有12位现任法官，大都位于科罗拉多州丹佛。